# 盧在鳳
盧 在鳳（ノ・ジェボン、朝鮮語: 노재봉、1936年2月8日 - 2024年4月23日）は、大韓民国の国際政治学者、教授、政治家。元首相、第14代国会議員。本貫は光州盧氏。

## 経歴
馬山出身。ソウル大学校文理大政治科卒、ニューヨーク大学政治学博士。
アームストロング州立大学助教授、ソウル大文理大講師・全講・助教授、ソウル大社会科学助教授・副教授、ソウル大国際問題研究所長、ソウル大外交学科教授を経て、盧泰愚政権の大統領政治担当特別補佐官、大統領秘書室長、国務総理を歴任した。総理退任後は第14代総選挙で民主自由党の公認で全国区から初当選した。
盧泰愚の死去後、国家葬で追悼の辞を述べたが、一部からは粛軍クーデターと光州事件の鎮圧を主導した軍部勢力の正当性を擁護したという批判が出た。
約1年間の血液の悪性腫瘍との闘病の末、2024年4月23日にソウル聖母病院で死去。88歳没。